# Perciliidae
Zaagbaarzen (Perciliidae) vormen een familie uit de orde van de Perciformes (Baarsachtigen).

## Geslachten
- Percilia